# Inácio Falcão
Inácio Justino Falcão Pereira (Campina Grande, 15 de fevereiro de 1968), conhecido apenas por Inácio Falcão, é um político brasileiro. É atualmente filiado ao Partido Comunista do Brasil (PCdoB), onde exerce o segundo mandato como deputado estadual pela Paraíba (eleito em 2014 e reeleito em 2018), além de ter sido vereador por 4 mandatos.

## Carreira política
Sua primeira eleição foi em 1996, quando candidatou-se a vereador pelo PTB. Em 2000, foi eleito pela primeira vez, pelo PST, com 1.826 votos, obtendo a reeleição 4 anos depois, recebendo a segunda maior votação (5.368 votos) pelo PFL, ficando atrás apenas de Romero Rodrigues, então no PSDB.
Em 2006, disputou pela primeira vez uma vaga na Assembleia Legislativa, pelo PDT. Saiu com 14.485 votos, ficando como suplente. Filiou-se ao PSDB em 2008 para concorrer à reeleição no pleito municipal, sendo o mais votado (6.997 votos). Pelo mesmo partido, concorreu novamente a deputado estadual em 2010 (recebeu 13.853 sufrágios, ficando novamente na suplência) e reelegeu-se para seu quarto mandato na Câmara Municipal em 2012, obtendo 4.372 votos.
Após deixar o PSDB, Inácio Falcão filiou-se ao PTdoB para disputar pela terceira vez uma vaga na ALPB, sendo bem-sucedido: com 14.392 votos, foi um dos 2 deputados eleitos pelo partido, juntamente com Genival Matias (falecido em 2020). Em 2016, foi indicado como candidato a vice na chapa de Adriano Galdino (PSB) para a prefeitura municipal, em disputa vencida por Romero Rodrigues ainda no primeiro turno. Em 2017, o então presidente estadual do Avante, Genival Matias, fez críticas a Inácio, acusando-o de "traição" por não ter apoiado candidatos de outros partidos em Juazeirinho (onde o irmão e a filha de Genival disputaram a eleição), Soledade e Sousa, o que poderia causar expulsão por infringir as normas do partido.
Reeleito deputado estadual em 2018 pelo PCdoB, teve sua pré-candidatura a prefeito lançada ainda em 2019, oficializada em setembro de 2020 e tendo como candidata a vice a médica Tatiana Medeiros (MDB), tendo ainda os apoios do PT e da REDE - PSOL e PDT chegaram a integrar a chapa, mas desistiram de apoiar Inácio para, respectivamente, lançar a candidatura de Olímpio Rocha à prefeitura e apoiar Ana Cláudia Vital (PODE).
Em algumas pesquisas, chegou a ficar na segunda posição e disputaria um eventual segundo turno com Bruno Cunha Lima, com quem esteve no PSDB. Sua candidatura, no entanto, sofreu um baque após Inácio Falcão ser condenado a pagar 53 mil reais de multa por divulgar uma pesquisa irregular nas redes sociais e ter feito críticas à gestão de Romero Rodrigues no caso da "Operação Famintos", envolvendo o prefeito e familiares de Bruno Cunha Lima, acusando-os de envolvimento no esquema, o que causou a suspensão do programa no dia seguinte, concedendo direito de resposta ao pessedista, que terminou vencendo no primeiro turno. Inácio obteve 33.415 votos, ficando em terceiro lugar.